# Haemalea partita
Haemalea partita är en fjärilsart som beskrevs av Paul Dognin 1900. Haemalea partita ingår i släktet Haemalea och familjen mätare. Inga underarter finns listade i Catalogue of Life.